# 斑鳩町立斑鳩南中学校
斑鳩町立斑鳩南中学校（いかるがちょうりつ いかるがみなみちゅうがっこう）は、奈良県斑鳩町目安北にある公立中学校。

## 沿革
- 1983年（昭和58年）4月1日 - 斑鳩町立斑鳩南中学校開校[1]。
- 2019年（令和元年）- 全館空調設置。

## 部活動
出典
- バスケットボール部
- バドミントン部
- 卓球部

- 剣道部

- 野球部

- 陸上競技部
- 吹奏楽部
- 美術部
- 演劇部

## 交通アクセス
- JR西日本 法隆寺駅（JR大和路線）から徒歩10分[3]。

## 通学区域が隣接している学校
- 斑鳩町立斑鳩中学校

- 三郷町立三郷中学校
- 河合町立河合第一中学校
- 河合町立河合第二中学校
- 安堵町立安堵中学校
- 王寺町立王寺北義務教育学校